# Compsibidion concisum
Compsibidion concisum là một loài bọ cánh cứng trong họ Cerambycidae.